# Koban

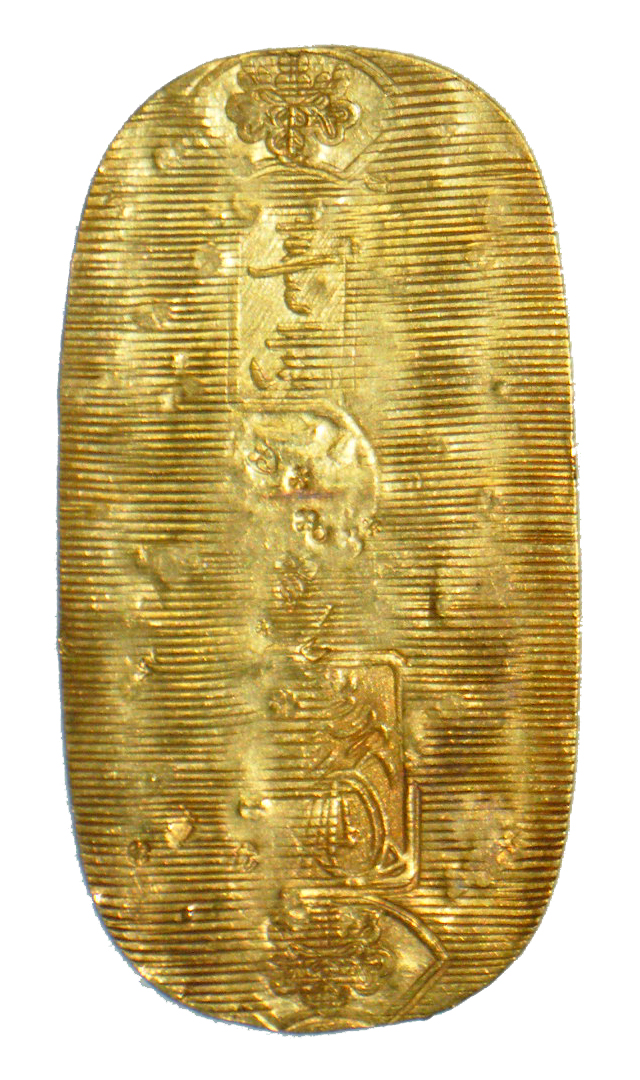
Koban

Koban (japonsky 小判 byla oválná zlatá japonská mince feudálního Japonska ražená v době období Edo. Byla rovnocenná jednomu "rjó", které představovalo peněžní jednotku raného Japonska. Představovalo také hlavní část tokugawské ražby, což byl jednotný nezávislý peněžní systém založený na drahých kovech založený šógunem Iejasu Tokugawou.
V období Keičó koban obsahoval přibližně stejné množství zlata jako rjó, proto měl koban nominální hodnotu jednoho rjó. Avšak s úspěšností ražby kobanu se snížilo množství zlata. Výsledkem bylo, že jedno rjó (přibližně 16,5 g) jako jednotka hmotnosti zlata a rjó jako nominální hodnota si již neodpovídaly.

## Zahraniční obchod
Ekonomie Japonska před první polovinou devatenáctého století byla silně založena na pěstování rýže. Běžnou měrnou jednotku bylo koku, které představovalo množství rýže postačující k nasycení jednoho člověka na celý rok. Farmáři platili daně v rýži, kterou vypěstovali, do pokladny ústřední vlády. Poddaným potom byly vypláceny roční příděly určené dávky rýže ve výši jednoho koku. Portugalci, kteří navštěvovali Japonsko v padesátých letech šestnáctého století však preferovali koban před rýží, a tak se koban, který byl rovnocenný třem hmotnostním jednotkám koku v rýži, stal příležitostí pro mezinárodní obchod.
Někteří feudálové začali s ražbou vlastního kobanu, avšak s proměnností poměru obsahu zlata se jeho hodnota znehodnocovala. Autority v období Edo vydávaly jednu měnovou reformu za druhou a téměř každá z budoucích reforem koban znehodnocovala. Kromě toho, po každé měnové reformě obíhaly v oběhu padělky, jejichž hodnota byla o něco málo nižší, než aktuálně raženého kobanu. Stávalo se tudíž, že dřívější padělky měly větší hodnotu, než nově ražené kobany.
Při obnově v době vlády císaře Meidži v roce 1868 byla objednána nová série mincí založená na evropském měnovém systému a používání kobanu bylo ukončeno.

## Kulturní odkazy
- Japonský idiom neko ni koban (japonsky: 猫に小判|猫に小判) doslovně, "zlaté mince kočkám" odpovídá našemu "házet perly sviním".
- Maneki Neko, což je kočka, která kyne na pozdrav, je často zpodobňována jak drží koban. Když Maneki Neko drží koban, můžeme říci, že je to koban za deset milionů "rjó".
- Pokémon Meowth ze seriálu Pokémoni má na čele koban. Jeho speciálním znakem je, že má speciální schopnost "Pay Day" tvořit a vrhat mince.[2]